# 斯特奇斯 (密蘇里州)
斯特奇斯（英語：Sturges）是位於美國密蘇里州利文斯頓縣的非建制地區。

## 歷史
斯特奇斯的郵局於1882年設立，其後於1937年停運。

## 地理
斯特奇斯所處的海拔為高於海平面238米（即781英呎），而該地所採用的時區為UTC-6，即北美中部時區（CST）。同時該地設有夏令時間，為UTC-6調快一小時，即UTC-5（CDT）。